# Andraca trilochoides
Andraca trilochoides là một loài bướm đêm thuộc họ Endromidae. Loài này có ở Nam Á và Đông Nam Á, gồm có Ấn Độ, Myanmar và Việt Nam.

## Phân loài
- Andraca trilochoides trilochoides (India)
- Andraca trilochoides roepkei Bryk, 1944 (Myanmar, Việt Nam)